# Roggenstede
Roggenstede is een dorp in de Duitse deelstaat Nedersaksen. Bestuurlijk maakt het deel uit van de gemeente Dornum, gelegen in de Landkreis Aurich.
Roggenstede ligt op een zandrug in het noorden van Oost-Friesland. Uit vondsten die gedaan zijn in de omgeving van het dorp blijkt dat er ter plaatse al in de steentijd sprake was van bewoning. Het huidige dorp zou vanaf ongeveer 650 bewoond zijn. Vermoed wordt dat de naam is afgeleid van de mansnaam Recko. De oudste vermelding van Roggenstede is in een oorkonde uit 1420.
Het dorp heeft een kerk met vrijstaande klokkentoren uit de dertiende eeuw.
- Gemeinsame Normdatei: 4675701-6